# آنتونیس ساماراس
آنتونیس ساماراس (به یونانی: Αντώνης Σαμαράς)، (زاده ۲۳ مه ۱۹۵۳) اقتصاددان و سیاستمدار یونانی است که از ۲۰ ژوئن ۲۰۱۲ تا ۲۶ ژانویه ۲۰۱۵ نخست‌وزیر یونان بود. او همچنین از سال ۲۰۰۹ رهبر حزب محافظه‌کار دموکراسی نو بوده‌است.